# Umbonia crassicornis
Umbonia crassicornis ist eine häufige und weit verbreitete Zikadenart aus der Gattung Umbonia in der Familie der Buckelzirpen (Membracidae). Aufgrund ihres Erscheinungsbildes wird sie als Dornzikaden (engl. thorn bugs) charakterisiert.

## Verbreitung
Das Verbreitungsgebiet erstreckt sich vom Norden Südamerikas und Mittelamerikas über Mexiko bis nach Florida. Die Art lebt vorzugsweise auf subtropischen Zier- und Obstbäumen. In den USA kommt Umbonia crassicornis auf Hibiscus, Calliandra, Albizia lebbek, Akazien (Acacia) und einer Reihe von anderen Pflanzen vor. In Kolumbien ist die Art als Schädling auf dem Mimosengewächs Pithecellobium dulce bekannt. Bei Massenbefall schädigen Umbonia crassicornis die Wirtspflanzen und können sogar zum Absterben führen.

## Merkmale
Die Körperlänge beträgt  bei Weibchen durchschnittlich 15 mm, bei Männchen ca. 10 mm. Die Art ist sehr variabel in Größe, Farbe und Form. Vor allem das pronotale Horn der männlichen Zikaden kann sehr unterschiedlich ausgeprägt sein. Oft ist es stärker angewinkelt und teilweise vergrößert. Meist sind die ausgewachsenen Tiere grün oder gelb mit rötlichen und bräunlichen Linien und Flecken. Junge Larven haben drei Spitzen am Pronotum.
Die Art kann im Gelände am ehesten mit bestimmten Variationen von Platycotis vittata verwechselt werden. Platycotis vittata kommt nur auf Eichen (Quercus sp.) vor, während Umbonia crassicornis auf vielen verschiedenen Pflanzen leben kann.  

## Ökologie und Lebensweise
Die Art ist subsozial, das heißt, sie kommt meistens in Gruppen vor. Die Weibchen legen ihre Eier in weiche Zweige und bleiben bei den Eipaketen. Dann behüten und schützen ihre Nachkommen (Nymphen), dies können ca. 15 bis 50 Individuen sein. Um den Larven die Ernährung zu erleichtern stechen die Weibchen in die Zweige, so dass die Larven an den Einstichen saugen können. Wenn die Larven zum Beispiel von der Wespenart Pseudopolybia compressa angegriffen werden, produzieren die Weibchen einen synchronen Gesang und die Mutter versucht, die Wespe durch Vibrationen und Klicken der Flügel zu vertreiben. Auch die Larven erzeugen synchrone Laute durch Vibrationen.